# Internationale Politische Ökonomie

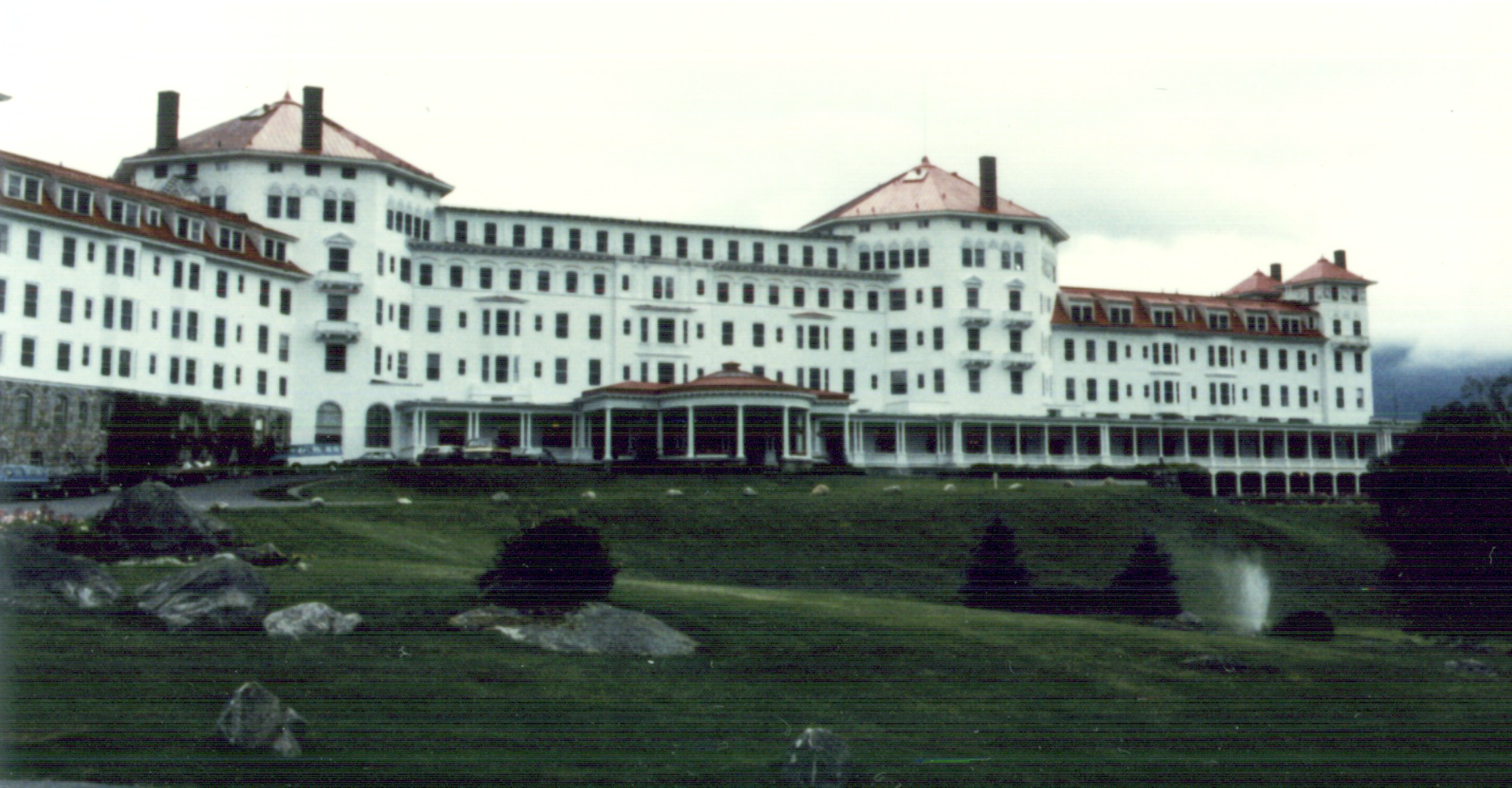
Das Mount Washington Hotel in Bretton Woods, nach dem ein währungspolitisches Regime benannt ist.

Internationale Politische Ökonomie (IPÖ) (engl.: International Political Economy – IPE) ist ein Teilgebiet der Internationalen Beziehungen, das sich insbesondere mit den politischen Aspekten der internationalen Wirtschaftsbeziehungen beschäftigt. In Großbritannien, Kanada und Australien wird es eher als ein interdisziplinäres Forschungsgebiet aufgefasst, das vor allem Ansätze der Politikwissenschaft und anderer Sozialwissenschaften mit denen der Politischen Ökonomie vereinigt. Was Asien betrifft, hat sich die Diskussion vor allem um den „Entwicklungsstaat“ gedreht.
In Deutschland haben sich innerhalb der Deutschen Vereinigung für Politikwissenschaft insbesondere Christoph Scherrer, Stefan A. Schirm, Susanne Lütz, Andreas Busch und Philipp Genschel um die Rezeption der amerikanischen Forschungsansätze bemüht.

## Unterschiedliche Theorieansätze
Robert Gilpin stellte drei rivalisierende Ansätze gegenüber: 1. Realismus, 2. Liberalismus, 3. Marxismus. Jeffrey Frieden und David Lake definierten IPE als „the interplay of economics and politics in the world arena“. John Ravenhill schließlich hat bezweifelt, dass die damit in dieser Disziplin überkommene Aufteilung in theoretische Ansätze weiterhin sinnvoll sei, da sich ein Konsensus über Probleme, theoretische Bezugsrahmen und Methoden abzeichne. Die Zunahme an Pluralismus von Ansätzen widerspricht jedoch dieser Ansicht; die Disziplin kann angemessener als eine „globale Konversation“ aufgefasst werden.
Wie IPÖ getrieben wird, hängt stark vom jeweiligen Standort und der dort wahrgenommenen politischen Problemsituation ab sowie der betreffenden akademischen Tradition. Dadurch unterscheiden sich insbesondere die US-amerikanische und die britische Auffassung von IPÖ: Während die einen Positivismus und Empirismus der sog. „harten Fakten“ sowie einen theoretischen und methodischen Konsens als wissenschaftliches Ideal ansehen, sehen britische Wissenschaftler Pluralismus und Vielseitigkeit der Methoden eher als eine gute Sache an. Während in den USA Autoren wie Gilpin und M. Mandelbaum Hegemonie als Führerschaft preisen, verstehen britische Autoren Hegemonie im Sinne von Antonio Gramsci und stellen sie eher in Frage, und asiatische Autoren wie Walden Bello sprechen von Neo-Imperialismus. Die Disziplin muss somit als in fortgesetzter Entwicklung befindlich betrachtet werden.
Bei der Gegenüberstellung von US-amerikanischen und britischen Ansätzen darf nicht übersehen werden, dass auch in den Vereinigten Staaten selbst divergierende Ansätze zu Hause sind.

### Realismus
Der realistische Ansatz in der IPÖ beruht auf dreierlei: der Staat, das nationale Interesse sowie eine Umgebung, die als Anarchie vorgestellt ist. Anders als im Marxismus oder im Liberalismus wird der Staat als ein autonomer Akteur vorgestellt, der in einer anarchischen Umwelt um sein Überleben und seine Machtinteressen kämpft, weil er ständig um seine Sicherheit besorgt sein muss. Als frühe Vertreter dieses Ansatzes werden Hans Morgenthau (1951), George F. Kennan (1951) und Stephen D. Krasner (1978) aufgeführt. Einflussreich unter dem Etikett „Neo-Realismus“ wurde sodann Kenneth Waltz mit seiner Theory of International Politics (1979).

### Rationalismus
Der rationalistische Ansatz geht aus von der Annahme, dass Akteure instrumental handeln, um ihre nach Priorität geordneten Präferenzen zu verfolgen. Untersucht wird, wie unterschiedliche Akteure wie Regierungen, Staaten oder Unternehmen auf die globalen Trends sich ändernder Verteilungen reagieren sowie neue Arrangements treffen. Die Bildung, die Änderung und die Konsequenzen solch institutionellen Wandels wird im Anschluss an Oliver Williamson vertragstheoretisch zu erklären versucht. Einflussreich waren hier u. a. die Arbeiten von Robert O. Keohane.

### Konstruktivismus
Mit „Konstruktivismus“ ist ein Ansatz hinzugetreten, der auf Charles P. Kindleberger, Karl Polanyi und Susan Strange zurückgeführt werden kann. Dieser Ansatz akzentuiert, bezogen auf die materiell gegebenen Anreize für rational handelnde Aktoren, dass die soziale Konstitution von Sinn für die Erklärung des politischen und sozialen Geschehens von grundsätzlicher Bedeutung ist. Denn das Handeln der Akteure ist nur zu verstehen, wenn man deren besondere Situationsdeutungen, Identitätskonstruktionen und handlungsleitende Theorien zur Kenntnis nimmt. So ist weder das, was ein Staat als sein Sicherheitsinteresse versteht, noch das, was ein Markt an Ergebnissen zeitigt, als bloßer materieller Fakt gegeben. Ihr jeweiliger Sinn wird von den betreffenden Akteuren auf jeweils besondere Weise konstruiert; demzufolge sind sowohl die Außenpolitik wie die Marktprozesse „institutionell eingebettet“.

## Forschungsthemen
Das Hauptinteresse der auf diesem Gebiet arbeitenden Wissenschaftler richtet sich auf Fragen der Globalisierung, insbesondere der Kapital- und Finanzmärkte. Die Grundfrage ist, wie sie schon von Harold Lasswell gestellt wurde: Wer bekommt was, und auf welche Weise? Dabei werden die auf dem Gebiet der Internationalen Beziehungen herkömmlichen Unterscheidungen zwischen nationaler Innen- und Außenpolitik sowie die zwischen Politik und Wirtschaft aufgrund der aktuell beobachtbaren Entwicklungen in differenzierter Weise aufgelöst.
Ein besonderes Augenmerk liegt auf internationalem Gebiet bei den Regimes, d. h. internationalen Vereinbarungen über spezielle Regelungen für ein bestimmtes Gebiet wirtschaftlichen oder politischen Handelns, wie zum Beispiel dem Währungsregime von Bretton Woods. In Anlehnung an Gilles Deleuze und Félix Guattari benutzt Saskia Sassen auch den Begriff der „Assemblage“.
Die Globalisierung mit der Liberalisierung weltweit integrierter Finanzmärkte ist die monetäre Instabilität angewachsen, was Susan Strange als Kasino-Kapitalismus auf den Begriff gebracht hat. Diese Problemperspektive wird von Wesley Widmaier als konstruktivistischer Ansatz auf Keynes zurückgeführt.

## Studiengänge
Angelsächsische Universitäten und internationale Forschungsstätten wie das Europäische Hochschulinstitut in Florenz haben den Studiengang International Political Economics (IPE) eingerichtet. Als ein interdisziplinäres Forschungs- und Studienfeld vereinigt es darüber hinaus Ansätze aus verschiedenen Disziplinen und Schulen, so der Politologie, Ökonomik, Soziologie, Geschichte und Cultural studies. Eine der ersten akademischen Ausbildungsstätten mit diesem Studiengang war die London School of Economics, die 1984 auf Initiative von Susan Strange, Lehrstuhlinhaber für International Relations, das erste IPE graduate programme eingeführt hatte. Im deutschsprachigen Raum gibt es in Kassel den Master Global Political Economy (GPE).